# لشچه (استان اشوی‌داشکسیه)
لشچه (به لهستانی: Leszcze) یک منطقهٔ مسکونی در لهستان است که در گمینا پینگچوف واقع شده‌است.